# Усадьба Муравьёвых-Апостолов
Уса́дьба Муравьёвых-Апо́столов (Музей декабристов) — особняк в стиле классицизм, возведённый в 1803 году по заказу отставного капитана Павла Яковлева. Фундаментом здания послужил кирпичный цокольный этаж, оставшийся от ранее располагавшихся на участке мануфактур середины XVIII века. С 1815 по 1826 год в усадьбе вместе с семьёй проживал сенатор Иван Муравьёв-Апостол, сыновья которого участвовали в восстании декабристов 1825 года.
В 1844 году в доме открыли Александро-Мариинский приют, а цокольный этаж приспособили под наёмные квартиры. После революции 1917 года особняк стал приходить в запустение. В 2000 году в здании началась масштабная научная реставрация, инициированная потомком Муравьёвых-Апостолов — Кристофером. В 2013 году в особняке был открыт Музей декабристов, основу экспозиции которого составили дары семьи.

## История

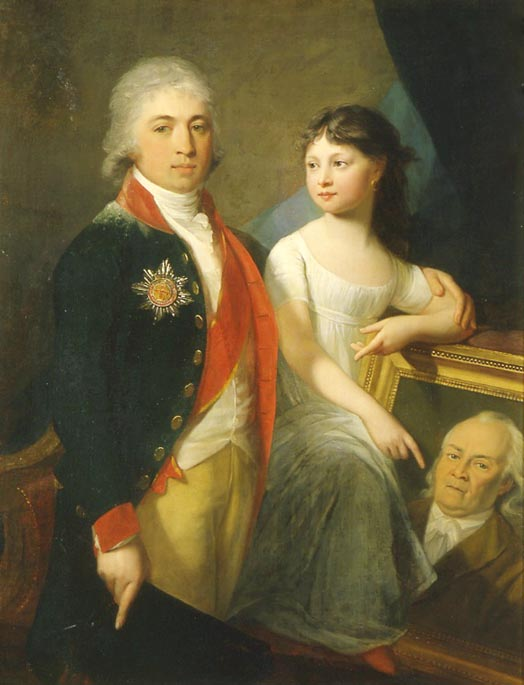
Иван Муравьёв-Апостол с дочерью Елизаветой, 1799 год

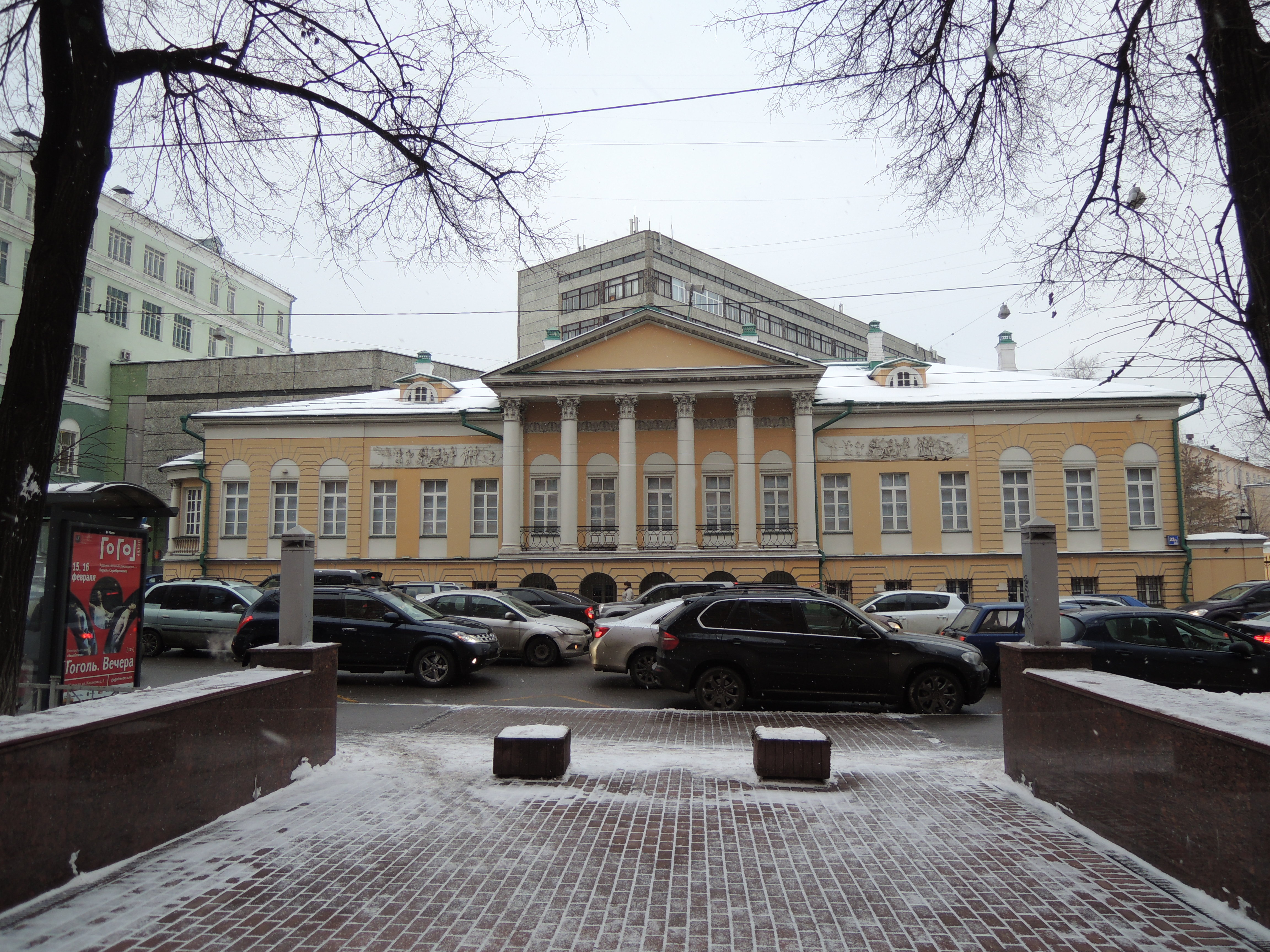
Здание особняка, 2008 год

В середине XVIII веке на участке появились первые постройки — каменные полотняная и шёлковая фабрики. Здания были возведены по инициативе промышленника Андрея Бабушкина, после смерти которого мануфактуры пришли в запустение. В течение последующих десятилетий на каменном основании фабрик неоднократно достраивали деревянные этажи, из-за чего здание стало многоуровневым.
В 1803 году участок приобрёл отставной капитан Павел Яковлев, перестроивший дом в стиле позднего классицизма. Усадьба была украшена шестиколонным портиком с коринфскими колоннами, барельефами на античные сюжеты, треугольным фронтоном, а также полукруглой ротондой.
Спустя шесть лет особняк перешёл во владение графской семьи Е. А. Салтыковой и Романа Воронцова. Дом не пострадал во время пожара 1812 года, а в 1815 году его приобрела вторая жена сенатора и литератора Ивана Муравьёва-Апостола — Прасковья Грушевская. Государственный деятель получил усадьбу в качестве приданого жены. Спустя несколько лет все три сына Ивана Муравьёва-Апостола — Сергей, Ипполит и Матвей — приняли участие в подготовке восстания декабристов. После вынесения приговоров повстанцам в 1826 году глава семейства принял решение временно покинуть страну и выставил дом на продажу.
В 1844 году на парадном и антресольном этажах размещался Александро-Мариинский приют, созданный для детей из бедных семей. Цокольный этаж сдавался под наёмные лавки и мастерские. В 1912 году на месте особняка городские власти хотели построить шестиэтажный доходный дом, однако из-за событий 1917 года проект отложили на неопределённое время. В 1925 году нарком просвещения Анатолия Луначарский планировал открыть в усадьбе музей декабристов.
К началу XXI века здание находилось в аварийном состоянии: деревянные перегородки сгнили, окна были выбиты, а наружная штукатурка осыпалась.

### Реставрация
После распада Советского Союза в Россию из Бразилии приехали потомки семьи декабристов. По инициативе Кристофера Муравьёва-Апостола началась научная реставрация особняка — проводимые работы полностью восстанавливали материалы такими, какими они были в начале XIX века.
Раиса Горбачёва и академик Лихачёв в те годы организовали фонд культуры и вообще на нас вышли потому, что у них была идея попросить всех эмигрантов вернуть в Россию объекты, связанные с историей Россией, которые были вывезены за границу. Горбачёва приехала и стала нас убеждать, что там уже не красная Россия, и не белая Россия, что это одна страна, что пора вернуть в Россию объекты, документы и так далее.
Отец был в восторге, отдал очень много вещей, которые у нас хранились. Кстати, я сейчас даже не знаю, где они. Мы одно время волновались, не продали ли их.
Тогда они, по-моему, даже испугались нашей щедрости и предложили: давайте мы не будем их забирать, мы организуем вам путешествие, и вы сами всё привезёте. Дайте нам шесть месяцев — провезём вас по всей России и по всем местам, связанным с нашей семьёй.Кристофер Муравьёв-Апостол
Муравьёвыми-Апостолами была создана некоммерческая организация, которая стала учредителем Дома-музея Матвея Муравьёва-Апостола. В 2000 году по постановлению правительства Москвы здание было передано в аренду музею на 49 лет. На протяжении трёх лет разрабатывался план проекта реставрации, созданный реставрационным центром «Модерн» (впоследствии — архитектурно-реставрационная мастерская «Альфа-Рекон»). По причине хорошей сохранности барельефов и изразцов начала XIX века было принято решение о восстановлении части исходных материалов. Стены особняка выкрасили английской краской из растёртых минералов — аналогом той, что использовалась в XVIII веке. В одном из парадных коридоров в качестве демонстрации аутентичной стены создатели музея оставили оригинальный кусок древесной стены. Для работы над реставрацией была приглашена команда мастеров из Мурома.
При проведении работ использовалась уникальная технология сохранения деревянных стен, заключавшаяся в максимальном сохранении оригинальных брёвен. После реставрации в доме была воссоздана обстановка XIX века: анфилада парадных комнат, используемая для проведения праздников, бальный зал, украшенный рельефами, парадные спальни. В самом доме также отсутствуют муляжи — действенны даже печи, работающие на системе искусственной вентиляции.
Использовали и старые технологии, и аутентичные материалы. Если кусок бревна сгнил, то мы ставили такое же бревно, отлежавшееся в муромских лесах, чтобы сохранить дух дома.Директор музея Татьяна Макеева
Во время раскопок во дворе особняка был найден полутораметровый культурный слой, образовавшийся за счёт перестроек здания в XVIII веке, а также артефакты, впоследствии переданные в пользование музея.

### Музей декабристов

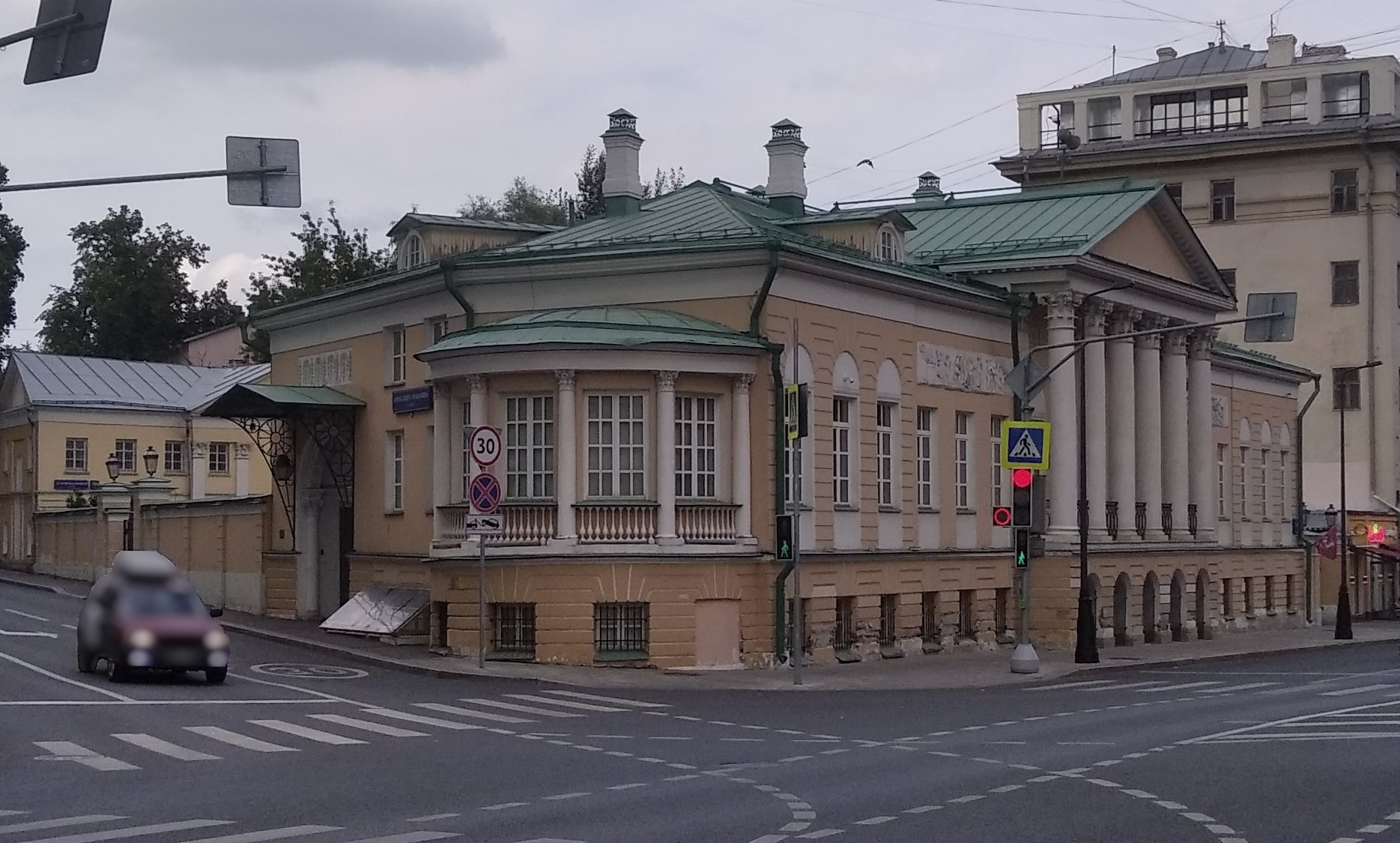
Современный вид (июль 2024)

Фрагмент экспозиции музея. Москва, 1986.

В 1986 году в усадьбе открылся филиал Государственного исторического музея — Музей декабристов, автором художественных решений экспозиции которого стал Леонтий Озерников, однако уже к 1991 году учреждение было закрыто из-за аварийного состояния здания.
Повторное открытие музея состоялось в 2013 году, основу экспозиции составили реликвии семьи декабристов: документы, письма Сергея Муравьёва-Апостола перед казнью, личные вещи участников восстания. Также в музее представлена живопись XIX века, экспонируемая из частных коллекций: работы Карла Брюллова, Никонора Черныцева, собрания итальянской живописи. Для создания интерактивного пространства при входе в музей расположены картонные изображения семьи Муравьёвых-Апостолов, созданные художником Александром Боровским.
В 2014 году в музее был открыт музыкальной салон, на встречах которого исполняются произведения классической музыки XIX века.
По состоянию на 2018 год руководители музея работают над созданием постоянной экспозиции. В залах выставочного пространства проходят регулярные мероприятия, организованные совместно с частными коллекционерами страны.

Фотографии здания, 2013 год
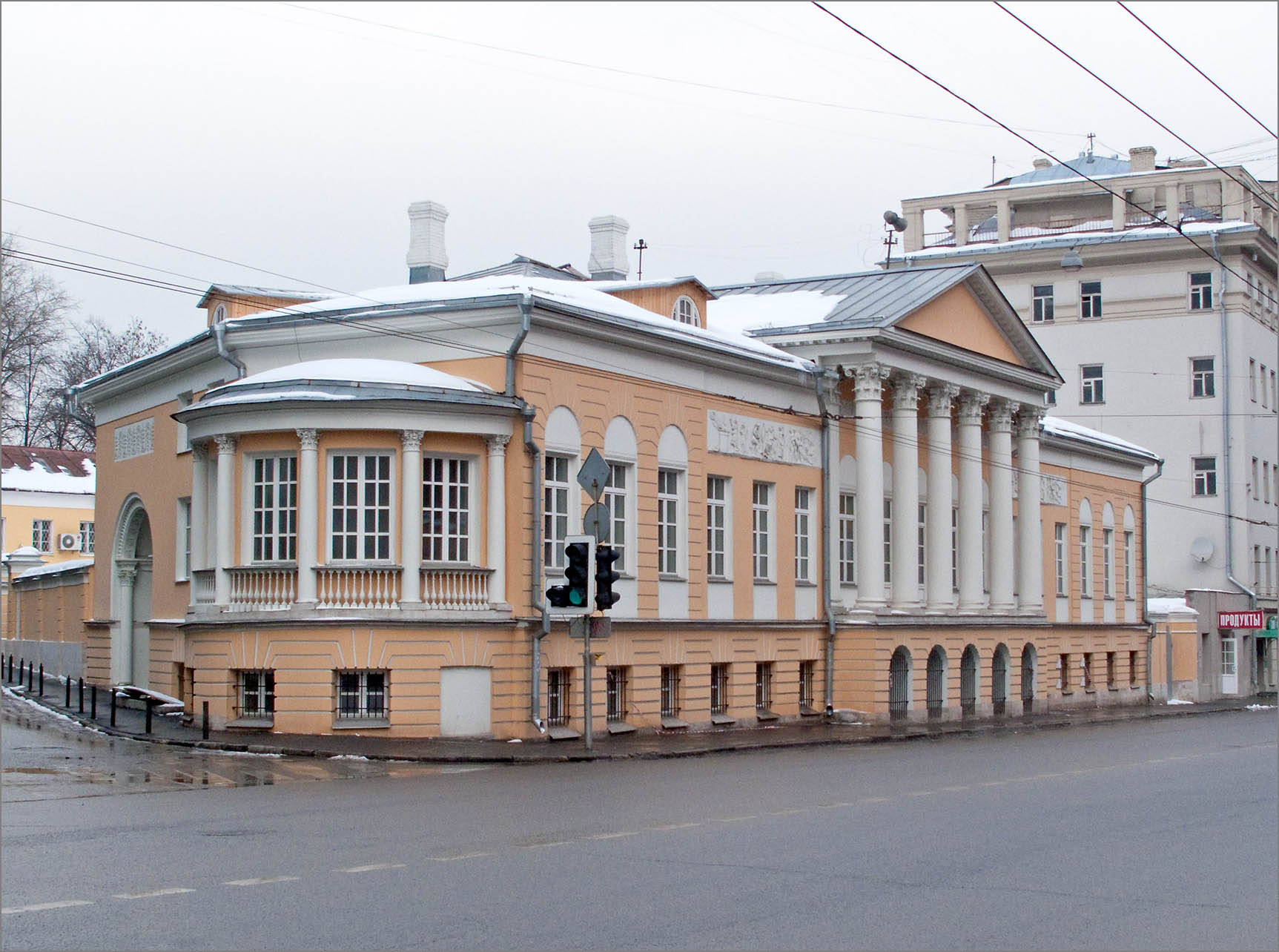
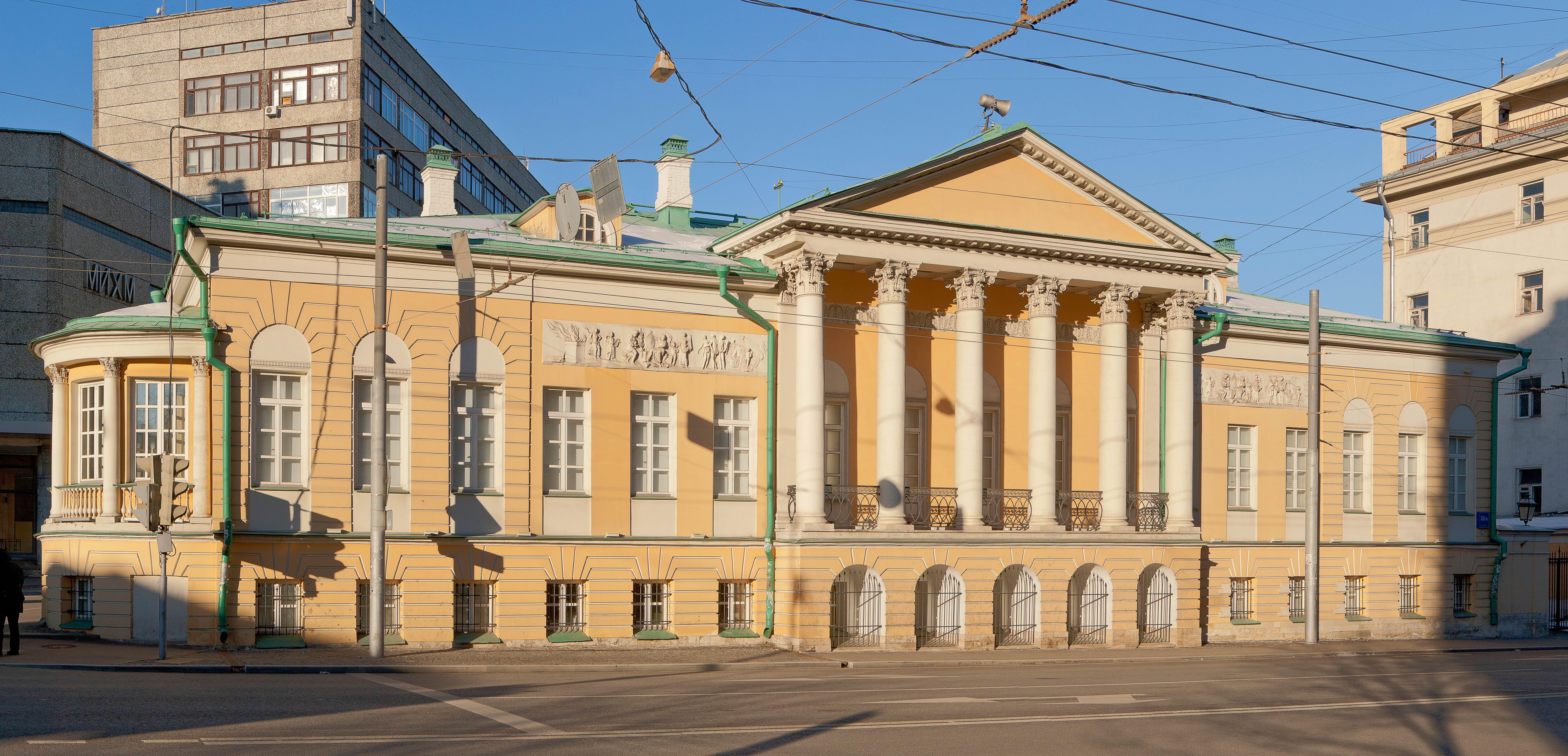
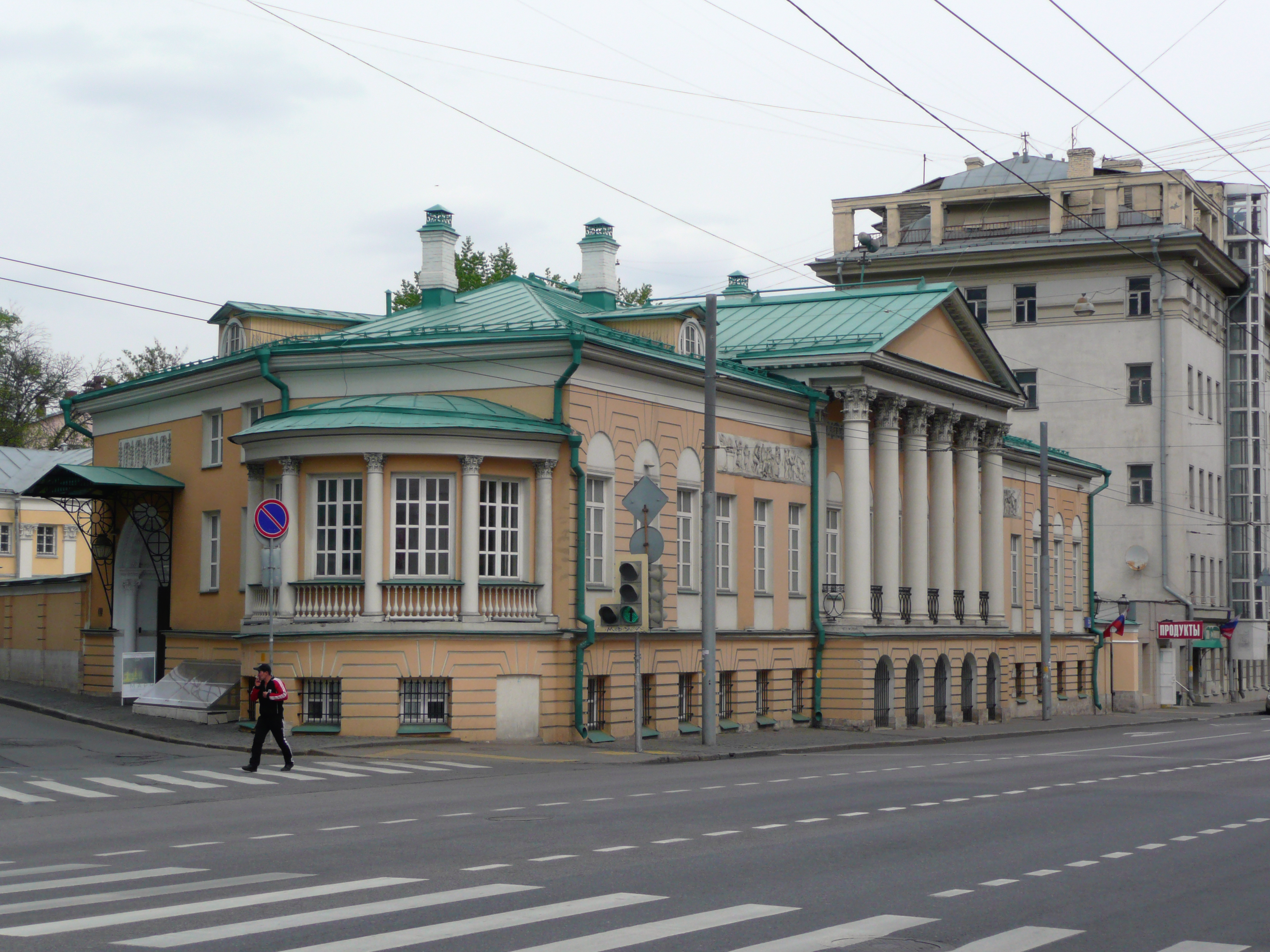
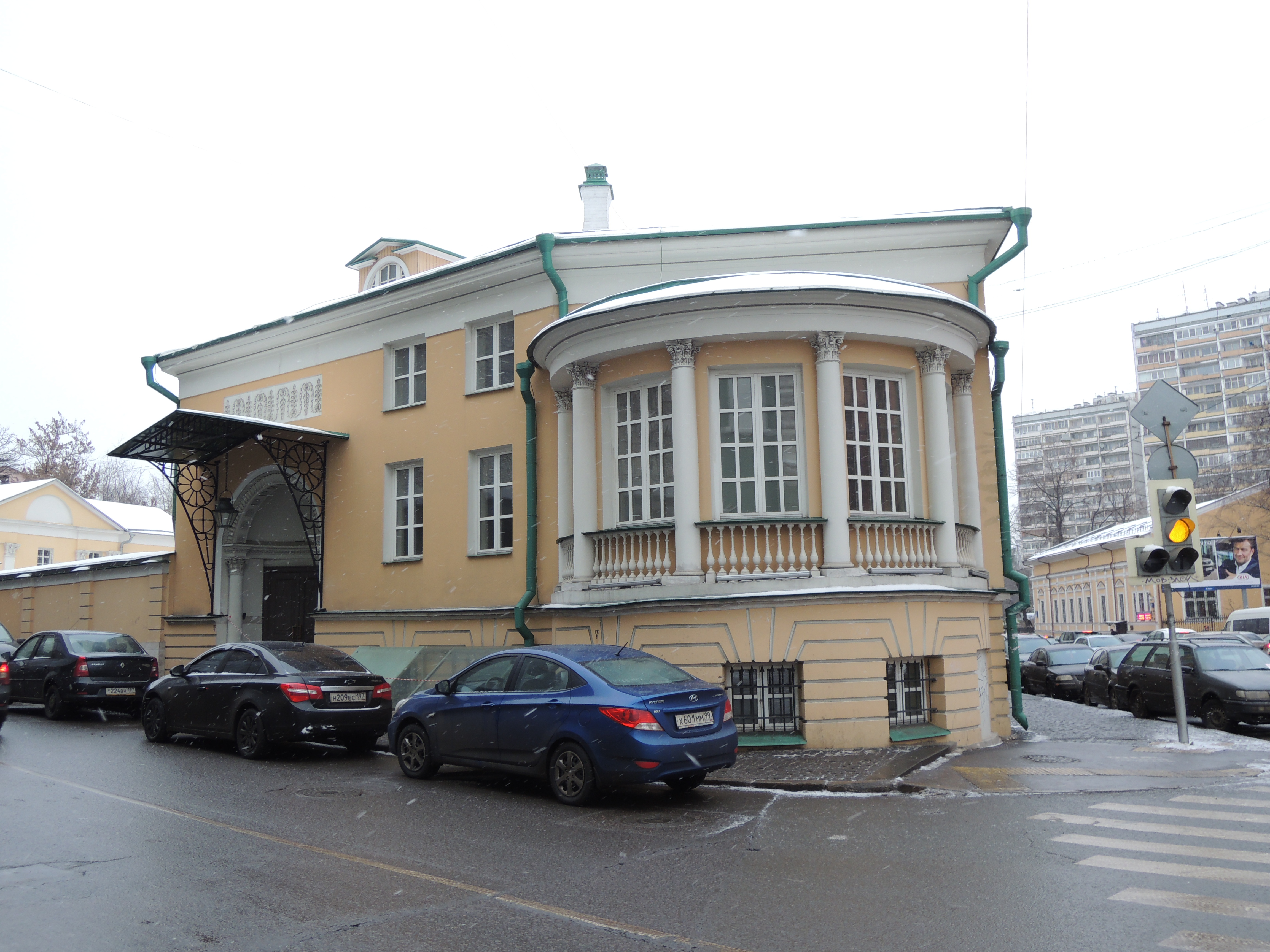
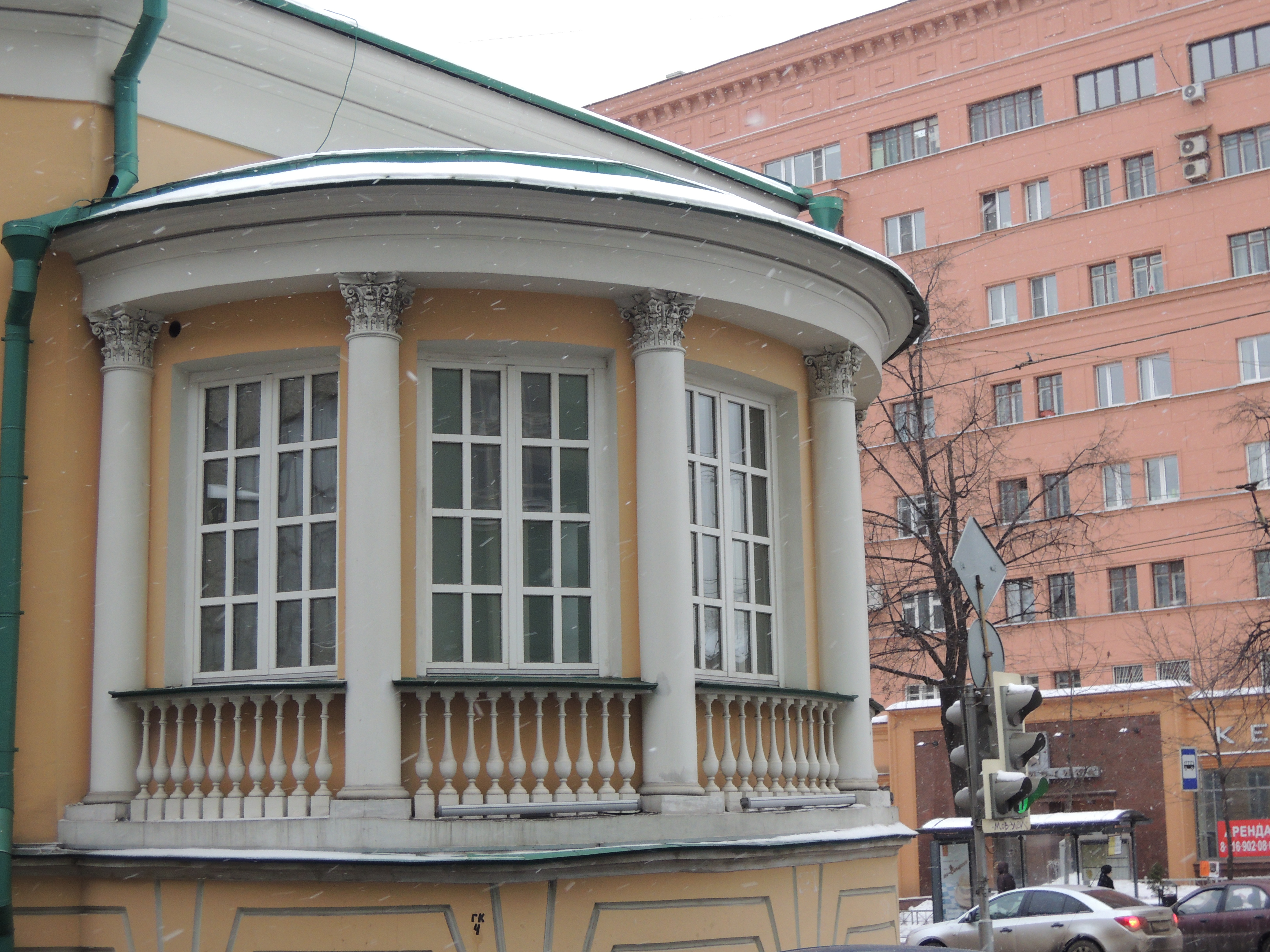
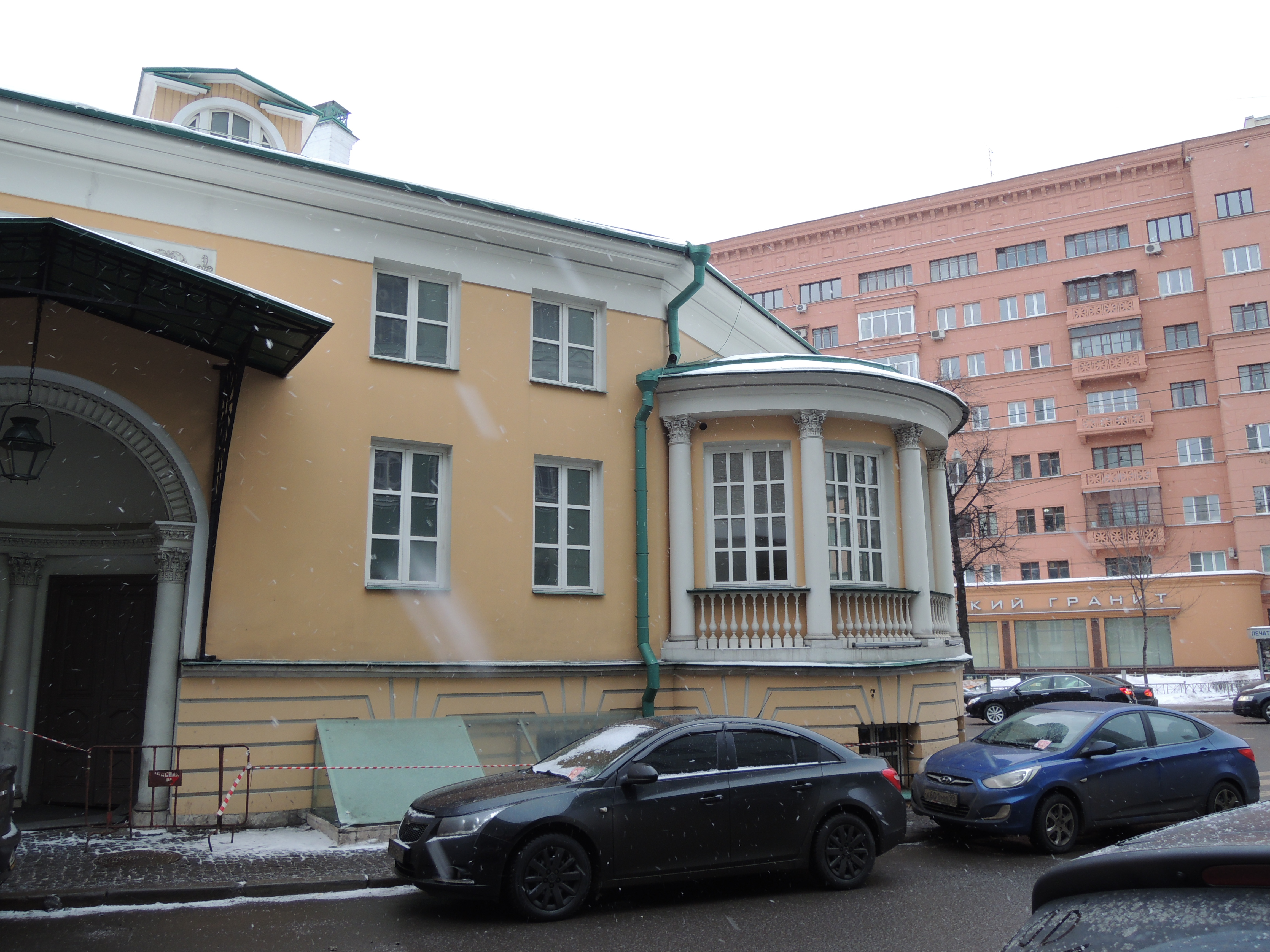